# Aktuální poloha vlaku
Aktuální poloha vlaku je název služby, kterou poskytují České dráhy, provozovatel Celostátního informačního systému o jízdních řádech, operátoři mobilních telefonů a další subjekty. Podobné služby existují i v jiných zemích.

## Služba hlášení pozice vlaku u ČD
České dráhy poskytují na svých webových stránkách, prostřednictvím Celostátního informačního systému o jízdních řádech i prostřednictvím některých operátorů mobilních telefonů on-line informace o aktuální pozici vlaku. Vybrané železniční stanice předávají informace do Centrálního dispečerského systému ČD, odkud jsou přenášeny do dalších výstupů. Provoz této služby byl zahájen v roce 2001 a zpočátku byly sledovány pouze vlaky na hlavních tratích.
Odkaz na údaj o aktuální poloze vlaku je standardní součástí výstupů vyhledávače spojení IDOS.
SMS službu hlášení pozice vlaku poskytují operátoři mobilních telefonů: 
- WAP: wap.vlak.cz/wap/poloha.asp
- O2: 
  - ZPO číslovlaku nebo ZPO jménovlaku, odeslat na číslo SMS centra 999111
  - WAP v menu O2 Active: Na cesty / O2 Active Vlak a bus
  - Asistent: na čísle 1188 poskytne informaci operátor
- T-Mobile: 
  - POZ číslovlaku nebo POZ jménovlaku, odeslat na číslo SMS centra 4616
  - menu T-zones: Cestování / Jízdní řády
  - Asistent: na čísle 1183 poskytne informaci operátor
- Vodafone: 
  - POZ číslovlaku nebo POZ jménovlaku, odeslat na číslo SMS centra 7755
  - menu Vodafone WAP: Na cesty / Jízdní řády / Aktuální poloha vlaku

## Obdobné projekty

### Babitron
Student Matematicko-fyzikální fakulty UK Robert Babilon zprovoznil v průběhu roku 2004 webovou stránku s on-line sledováním aktuální polohy vlaků na území České republiky (s využitím dat získávaných ze systému ČD) a statistické sledování pravidelnosti. 11. července 2006 České dráhy tomuto systému zablokovaly přístup k datům, 26. července 2006 byl systém znovu spuštěn se souhlasem ČD. Babilon se k tomu vyjádřil: „Jsem přesvědčen, že provozováním Babitronu jsem neporušil žádný zákon, stejně tak ČD neporušily zákony tím, že znemožnily mé aplikaci stahovat jejich data.“ 10. května 2007 byl změnou programu přenos dat optimalizován, aby méně zatěžoval servery na obou stranách. Na provozu spolupracuje i Institut teoretické informatiky. Na stránkách Babitronu jsou i odkazy na podobné informační stránky o zpožděních v jiných zemích.
České dráhy se po zablokování přístupu s autorem dohodly a systém dále provozovaly jako společný projekt, dalším partnerem je Institut teoretické informatiky.

### GRAPP - Grafická prezentace polohy (provozovatel: Správa železnic)
Správa železnic provozuje grafický nástroj pro sledování polohy vlaku v reálném čase. Systém také obsahuje seznam projížděných stanic a zastávek, kde je uveden předpokládaný průjezd s souvislosti se zpožděním spoje a také pravidelný čas průjezdu daným dopravním bodem. Je zde možné sledovat veškerý pohyb osobních vlaků v síti Správy železnic, po přihlášení zaměstnaneckým účtem je možné sledovat i nákladní vlaky.
Správa železnic také provozuje systém zobrazování informačních tabulí (od 15. prosince 2019 i ve stanicích bez informačního systému), kde je možné sledovat pohyb vlaků v jedné konkrétní stanici.

### ostatní dopravci

#### RegioJet
RegioJet poskytuje na svých webových stránkách informace o zpoždění všech svých vlakových i autobusových spojů.

#### Leo Express
Leo Express poskytuje provozní informace svým zákazníkům SMS zprávou a e-mailem, pokud tyto informace zadali při nákupu elektronické jízdenky, a to jak u vlaků, tak i u autobusů.

#### Arriva
Společnost Arriva vlaky informuje o mimořádnostech pomocí své webové stránky, a to v části Info na cestu, sekci dopravní aktuality.